# وشم کلاه‌سیاه
وشم کلاه‌سیاه (نام علمی: Crypturellus atrocapillus) نام یک گونه از سرده دمچه‌پنهان‌ها است.